# Mili (zenei csoport)
Mili egy klasszikus japán indie zenei csoport, amelyet 2012 augusztusában alapítottak, és öt tagból áll: Momocashew (Cassie Wei), Yamato Kasai, Yukihito Mitomo, Shoto Yoshida, és Ao Fujimori. Ame Yamaguchi 2019 augusztusában kilépett az együttesből. Mili zenéje az elektronikus klasszikus, kortárs klasszikus és posztklasszikus műfaját foglalja magában  és nem korlátozódik a japán nyelvre, mert még angol, kínai, gudzsaráti és francia nyelven is adtak ki dalokat.
Saját dalaik kiadása mellett Mili hozzájárult a zenéivel, a dalszövegeivel és/vagy a dalaival a különféle médiumokhoz is, például a ritmusjátékokhoz, mint a Cytus és a Deemo, a kereskedelmi videókhoz és más művészek számára. Mili-t 2019. októberig a Saihate Records kiadónál tüntették fel; 2020 áprilisától független.
A csoport YouTube-csatornáját az indie világban kivételesnek tekintik, meghaladván a 300 000 YouTube-feliratkozót. Három megjelent CD-jük az Oricon Indies listájának első helyezettjét, valamint a Summer Sonic-ban jelenik meg 2017 óta 2 egymást követő évben.

## Tagok
Mili a következő öt tagból áll:
- Yamato Kasai vagy HAMO – fő zeneszerző, fő hangszerelő, dalíró, gitáros
- Cassie Wei, akit a színpadi nevén momocashew ismert – énekes, fő dalszövegíró. Kanadai-kínai, Kínában született, jelenleg Japánban él [7]
- Yukihito Mitomo – basszusgitáros. Kasai barátja, 2013 decemberében csatlakozott Mili-hez.[8]
- Shoto Yoshida – dobos. Kasai barátja, 2013 decemberében csatlakozott a Mili-hez.[8]
- Ao Fujimori – illusztrátor, animátor. 2014 szeptemberében Csatlakozott Mili-hez.[9]

### Korábbi tagok
- Ame Yamaguchi – stylist, tervező, művészeti igazgató. A Mili-hez 2014. májusban csatlakozott; 2019 augusztusában távozott, hogy személyes projekteken dolgozzon.[6]

## Előzmények és munkák
Az alábbi lista nem tartalmazza a diszkográfiájukban felsorolt dalokat.

### 2012
- Megalakult (Augusztus)
- Hozzájárult a Sound On Our Palms -TENORI-ON összeállításhoz- (Október 28)
- Dalok a Cytus-hoz (November)
- Dalt készítettek a "Kaitai no Zōkei"-hez[10] (December)

### 2013
- Zenét keszítettek a RICOH reklámjához[11] (Szeptember 2)
- Zenét készítettek a Yamayuri számára (Szeptember 17)
- Hangeffekt a "A lighthouse and a lilium auratum"[12] és "A flower sings"[13]-hez (Szeptember 17)
- A MuNiCa – Cry of Pluto el lett küldve a Tokiói Játékshow 2013-ra bemutatásra (Szeptember 27)
- Dalok a Deemo-hoz (November 13)
- Zenét hangszereltek a Sakevisual Backstage Pass nevű otome játékához (November 30)
- Zenét készítettek és hangszereltek a "Gomen ne" hangos képregényhez[14] (December 13)

### 2014
- Regisztráltak az ARTISTCROWD weboldalon (Január 8)
- Dal a "Ye Hu Ba Zhong Zou+"-hoz[15] (Március 8)
- Zenét készítettek a Toto cég Washlet reklámjához[16] (Június)
- Zenét készítettek Fuji Kyuko La ville de Gaspard et Lisa[17]-hoz (Június 26)
- Zenei hangszerelés Ferri második "∞" című albumán: "rusty chandelier" és "eternal return"[18] (November 5)

### 2015
- Zenét készítettek a Combi "Branding Movie" reklámjához[19] (Január)
- Hangszerelés DAOKO első, "DAOKO" című albumán: "Nai Mono Nedari" (Március 25)
- Hangszerelés és komponálás Astell&Kern AK100II Kana Hanazawa Edition együttműködési dalán, a "Tadoritsuku Basho"-n[20] (Augusztus)

### 2016
- Dalt készítettek a Bloodivores animéhez, "NENTEN" címmel (Október)
- Élő turné (November 5–12)[21]

### 2017
- Mini élő adássorozat "15158775" (イチゴ壱号バナナ七号; Hepburn: Ichi Go Ichi Gō Banana Nana Gō?) (Május 27, Június 11, & Június 24)[22]
- Fellépés a Summer Sonic 2017-en (Augusztus 18)
- 5. évfordulós élő "Mag Milk All Songs" turné[23] (Szeptember 30, Október 1, Október 9, & November 11)

### 2018
- Élő turné 2018 "Mommy, Where's My Left Hand Again?" Oszakában (May 19), Nagojában (May 20), Tajpejben, Tajvanban (Június 9), Tokióban (Június 15), Kantonban (November 8), Pekingben (November 10) és Sanghajban (November 11)[24][25]
- Dalt készítettek a Goblin Slayer televíziós animesorozathoz, "Rightfully" címmel (Október)[26]
- Dalt készítettek a Merc Storia: The Apathetic Boy and the Girl in a Bottle televíziós animesorozathoz "Origin" címmel és hangszerelték,és komponálták a "Bottleship" című végfőcímdalát, amit Inori Minase énekelt. (Október)[27]
- Felléptek a C3AFA 2018 Singapore-on (December 2)[28]

### 2019
- A Sotonyugyo bemutatja az első 2019-es Mili Live "Mother Ship Gi6pon"-t (Február 3)[29]
- Zene készítése a Fuji TV Yuri Dano Kan Dano című, eredeti drámasorozatához (Május)
- Új dal, "Sloth" (Szeptember)[30]
- Vendégművész a Anime Festival Asia-n: I LOVE ANISONG Matsuri Malaysia 2019 (Június 8, 9)[31]
- Mili Turné 2019-2020: AJIWAIIAJI (2019. December – 2020. Január)[32]

### 2020
- Dalt készítettek a Goblin Slayer: Goblin's Crown animefilmhez, "Static" címmel (Február)[33]
- Dalt készítettek a Ghost in the Shell: SAC 2045 animációs websorozathoz, "sustain++" címmel (Február) [34]
- Dalt készítettek a Mahócukai no Jakuszoku (魔法使いの約束; Hepburn: Mahōtsukai no yakusoku?) (Wizard's Promise) mobilos játékhoz, "Cast Me a Spell" címmel (Április)[35]
- Dalt készítettek a Gleipnir televíziós animesorozathoz, "Rain, body fluids and smell (ending ver.)" címmel (Április) [36]

### 2021
- Albumot adtak ki a "Library of Ruina" című videójátékhoz "To Kill a Living Book -for Library of Ruina" címmel. (Október)[37]
- Dalt készítettek a "Limbus Company" című videójátékhoz  ""In Hell We Live, Lament" címmel (November)[38]

## Diszkográfia

### Albumok

#### Egyéb
| Cím                                         | Kiadási dátum     | Megjegyzések                           | Forrás |
| ------------------------------------------- | ----------------- | -------------------------------------- | ------ |
| "Chocological"                              | 2012. október 28  | A Music on Our Palms albumban szerepel |        |
| MuNiCa – Cry of Pluto [Original Soundtrack] | 2013. április 7   |                                        |        |
| H△G × Mili                                  | 2013. november 27 | Osztott album H△G-vel                  |        |
| "Holy and Darkness 1"                       | 2014. december 22 | Együttműködés Tasuku Arai-val          |        |
| H△G × Mili vol.2                            | 2015. május 9     | Osztott album H△G-vel                  |        |

## Fordítás
Ez a szócikk részben vagy egészben  a   Mili (Musical group) című angol Wikipédia-szócikk ezen változatának fordításán alapul.  Az eredeti cikk szerkesztőit annak laptörténete sorolja fel. Ez a jelzés csupán a megfogalmazás eredetét és a szerzői jogokat jelzi, nem szolgál a cikkben szereplő információk forrásmegjelöléseként.